# Kościół św. Stanisława Biskupa w Lutowiskach
Kościół pw. św. Stanisława Biskupa w Lutowiskach – murowany rzymskokatolicki kościół znajdujący się w miejscowości Lutowiska, w gminie Lutowiska, w powiecie bieszczadzkim, w województwie podkarpackim, a wzniesiony w drugiej i trzeciej dekadzie XX wieku. W 1994 wpisany na listę zabytków.

## Historia
Do momentu kiedy w 1896 r. spłonęła stara cerkiew w Lutowiskach miejscowi rzymscy katolicy korzystali z niej wspólnie z grekokatolikami. W późniejszym czasie stosunki między obiema grupami wyznaniowymi popsuły się na tyle, iż rzymscy katolicy zmuszeni okolicznościami postanowili wznieść odrębną świątynię i w 1898 założyli komitet budowy kościoła. Przedstawiciele tego komitetu próbowali wyjednać u biskupa przemyskiego Józefa Sebastiana Pelczara zgodę na założenie parafii w Lutowiskach, lecz ze względu na niewielką liczbę wiernych uzyskali jedynie zgodę na utworzenie ekspozytury, która powstała w 1905. Na przełomie XIX i XX wieku powstała w Lutowiskach kapelania podległa parafii w Polanie. W Lutowiskach osiadł ksiądz Konstanty Nestor Piątkiewicz.

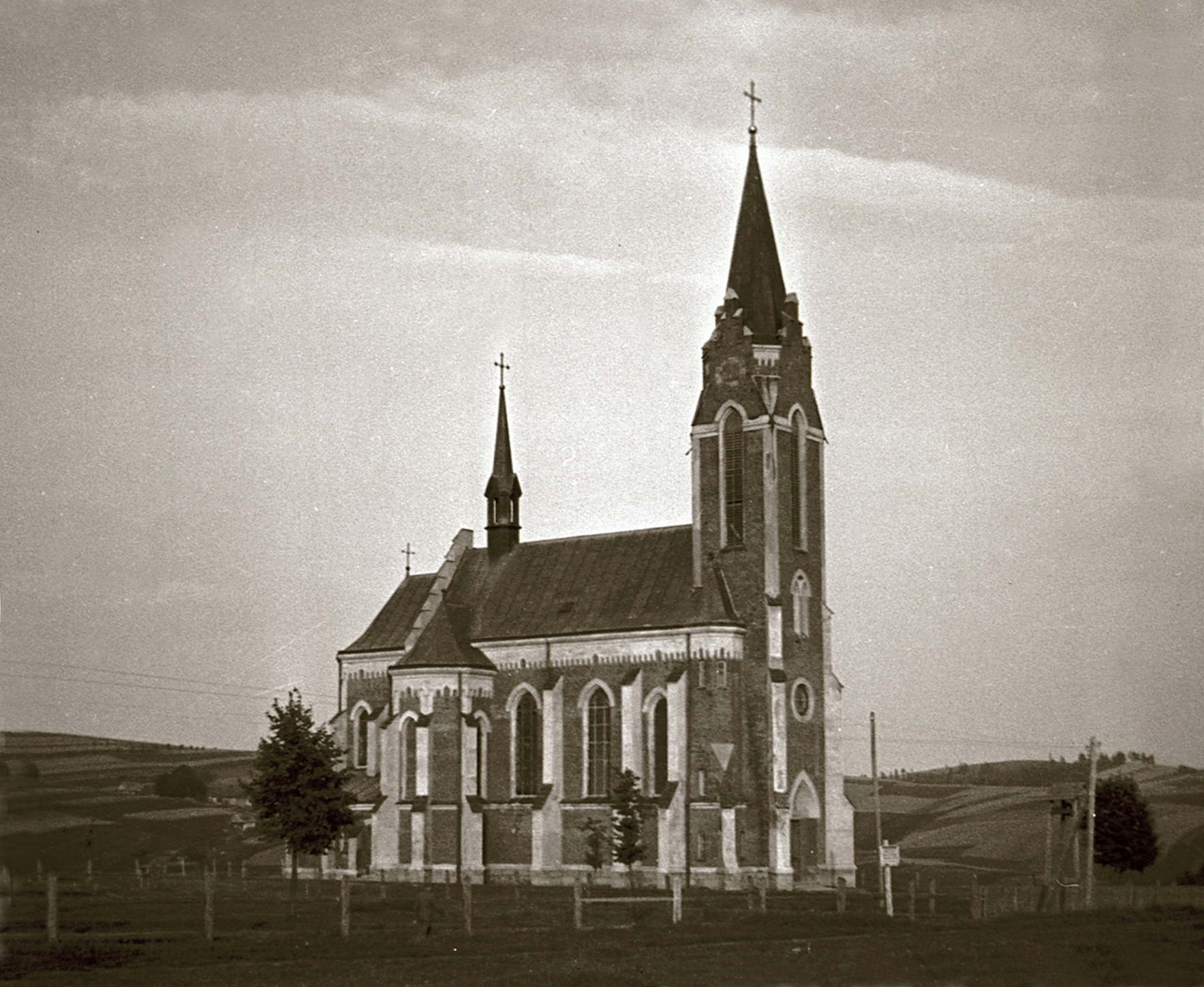
Lutowiska – kościół pw. św. Stanisława Biskupa (sierpień 1938 r.)

Przed rozpoczęciem budowy kościoła rzymscy katolicy postanowili wznieść tymczasową kaplicę. Próby uzyskania od grekokatolików używanej przez nich w czasie budowy nowej cerkwi czasowni nie przyniosły rezultatu. Od dyrektorów okolicznych tartaków w Smolniku, Boberce, Dwerniku Lipiu i Zatwarnicy, w większości Żydów, uzyskano nieodpłatnie materiały na budowę kaplicy. Plac pod budowę kaplicy przekazał lutowiski kołodziej Kazimierz Warchał. Prace kierowane przez niejakiego Raka nadzorował inżynier Ludwik Baldwin-Ramułt właściciel Dwernika. Kaplica została poświęcona w 1903.

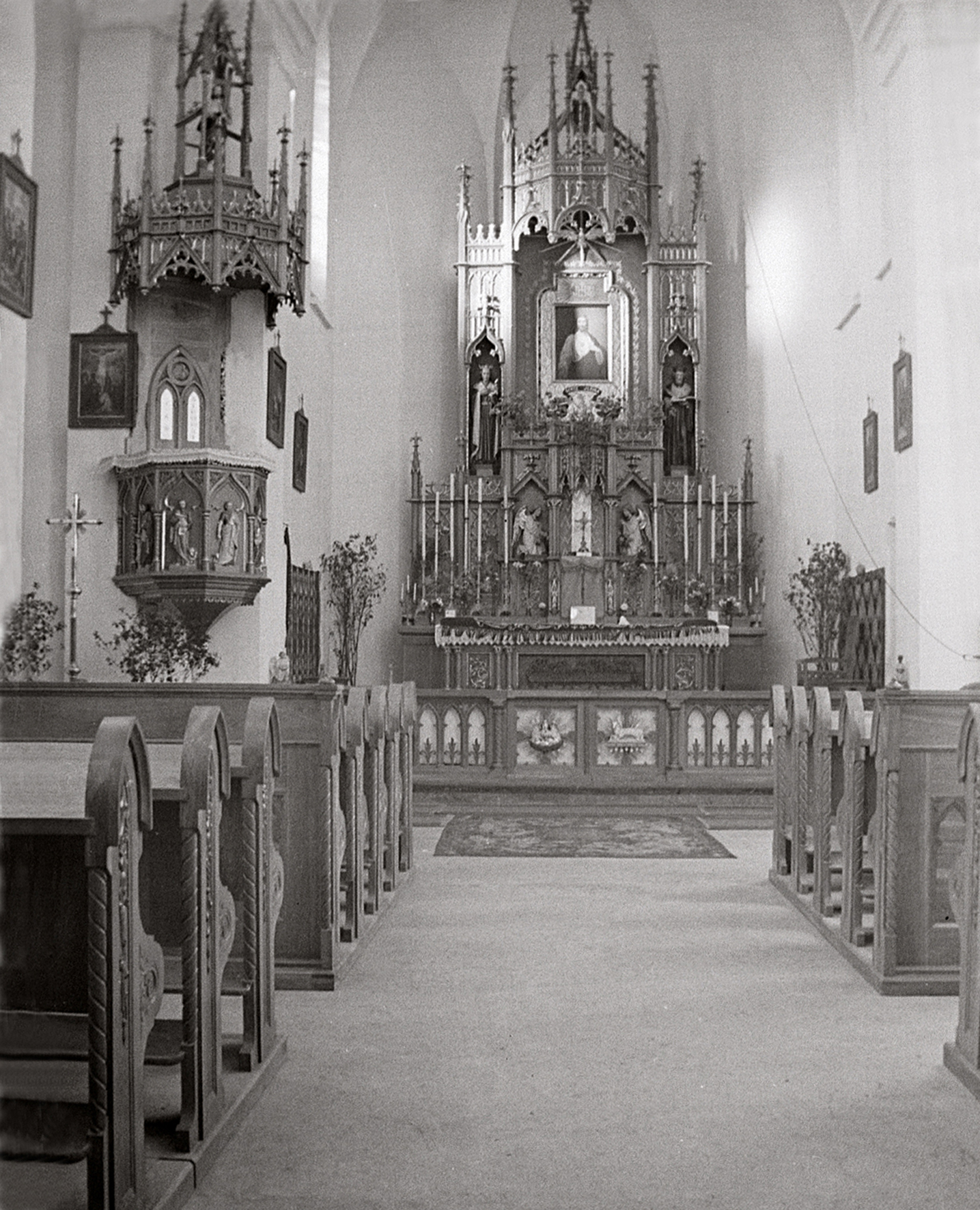
Lutowiska - fragment wnętrza kościoła pw. św. Stanisława Biskupa (sierpień 1938 r.)

Na budowę kościoła była prowadzona składka wśród mieszkańców regionu. W 1907 w Lutowiskach zamieszkał ksiądz Michał Huciński mianowany na administratora ekspozytury parafii w Polanie. Jego wielka aktywność przyspieszyła prace nad wznoszeniem kościoła. Na bardzo korzystnych warunkach zakupił od miejscowej rodziny żydowskiej - Randów - grunt pod budowę kościoła, plebanii i cmentarza. Rozpoczął zbiórkę pieniężną wśród parafian, którzy jednak nie byli w stanie sfinansować budowy okazałego kościoła. Z tego powodu ksiądz Huciński jeździł kwestując po Galicji. Kierował także listy z prośbą o wsparcie do monarchów europejskich. Odpowiedział mu, udzielając wsparcia finansowego, król Zjednoczonego Królestwa Edward VII.
Kościół został zaprojektowany przez Stanisława Majerskiego z Przemyśla i Ludwika Baldwina-Ramułta właściciela Dwernika. Budowa rozpoczęła się 3 września 1911 r. a zakończyła przed 1923 r., kiedy to kościół został poświęcony przez biskupa Karola Józefa Fischera. Podczas I wojny światowej, gdy przez Lutowiska przechodził front, świątynia została lekko uszkodzona, ale nie przerwało to prac przy jej wznoszeniu. Ołtarz do świątyni, wykonany w Szkole Rzeźbiarskiej Salezjanów w Oświęcimiu, został ufundowany przez biskupa Anatola Nowaka. W 1913 erygowano tutejszą parafię. W dniu 6 stycznia 1936 przy kościele pochowano pierwszego proboszcza parafii księdza Hucińskiego. Do 1939 zakupiono całość wyposażenia kościoła, który był od wewnątrz pokryty bogatą polichromią. Miał także witraże, odpowiedni parkiet i dębowe ławy. Kościół służył wiernym do 1944.
W latach 1944–1951, kiedy to Lutowiska znajdowały się w ZSRR, kościół został zdewastowany, a jego wyposażenie rozkradziono. Mogiła księdza Hucińskiego została sprofanowana, a jego zwłoki wyrzucone z grobu. Przypadkowy Polak dokonał powtórnego pochówku kapłana.
W latach 1951–1960 kościół pozostawał opuszczony. Od 1960 do 1963 prowadzono prace remontowe w kościele. W dniu 27 października 1963 ponownie poświęcono świątynię.

## Konstrukcja
Budynek został wzniesiony w stylu neogotyckim na planie krzyża. Posiada jedną wieżę. Zbudowany jest z cegły, zaś jego dach jest kryty blachą. Konstrukcja kościoła opiera się na skarpach.

## Galeria

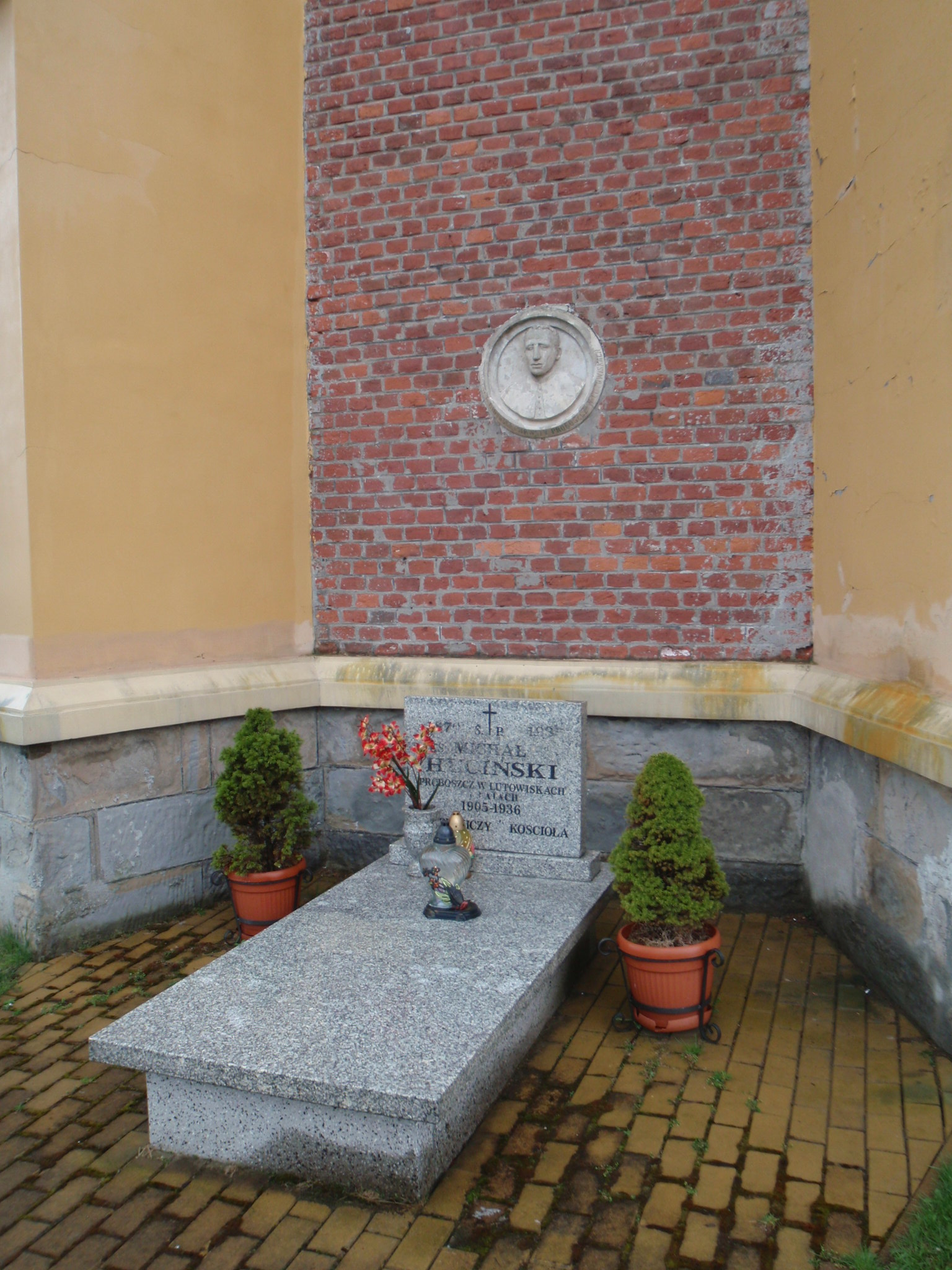
Grób pierwszego proboszcza lutowiskiej parafii, inicjatora budowy kościoła, ks. Michała Hucińskiego
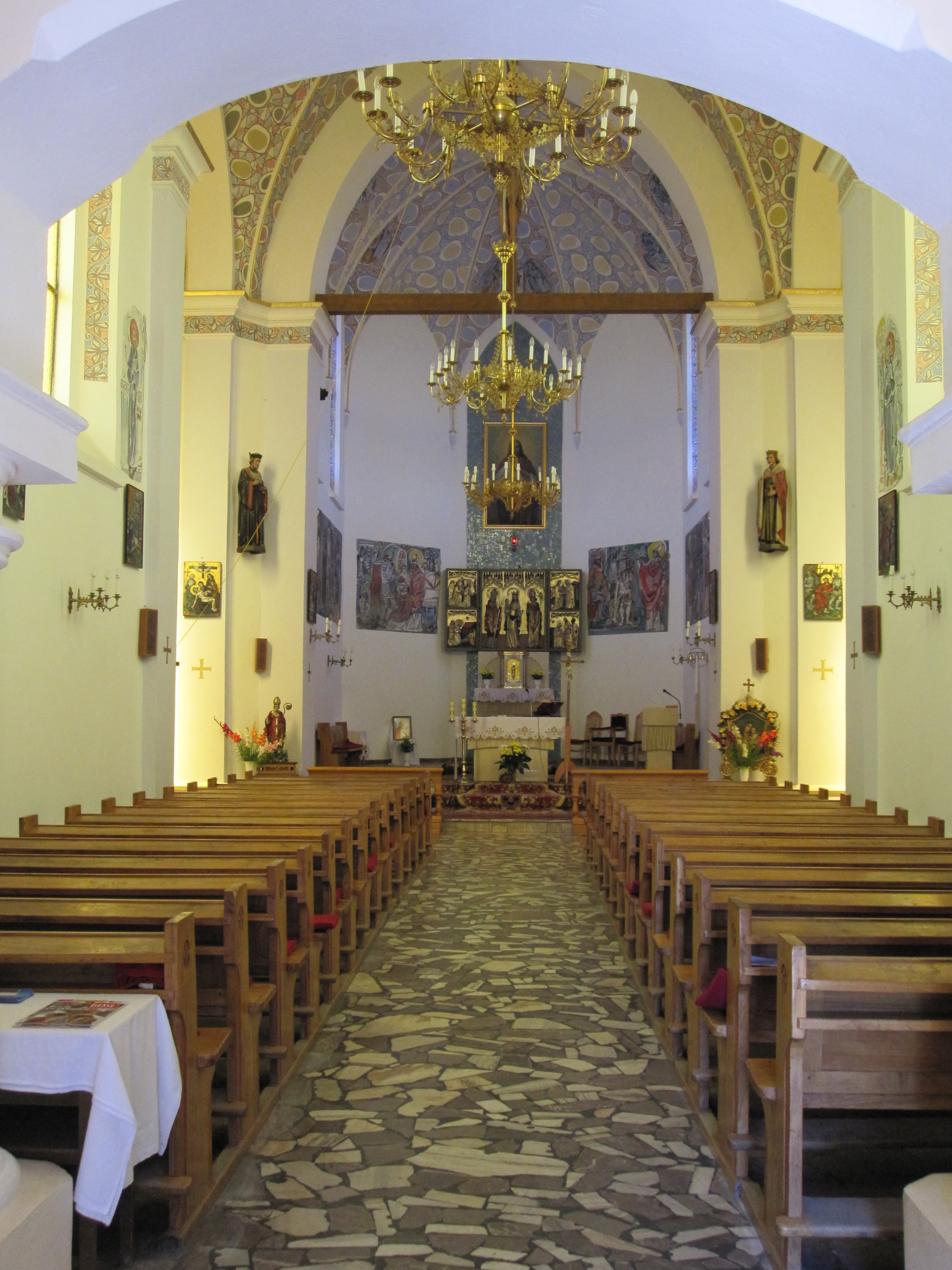
Wnętrze kościoła w Lutowiskach. Widok od strony głównego wejścia
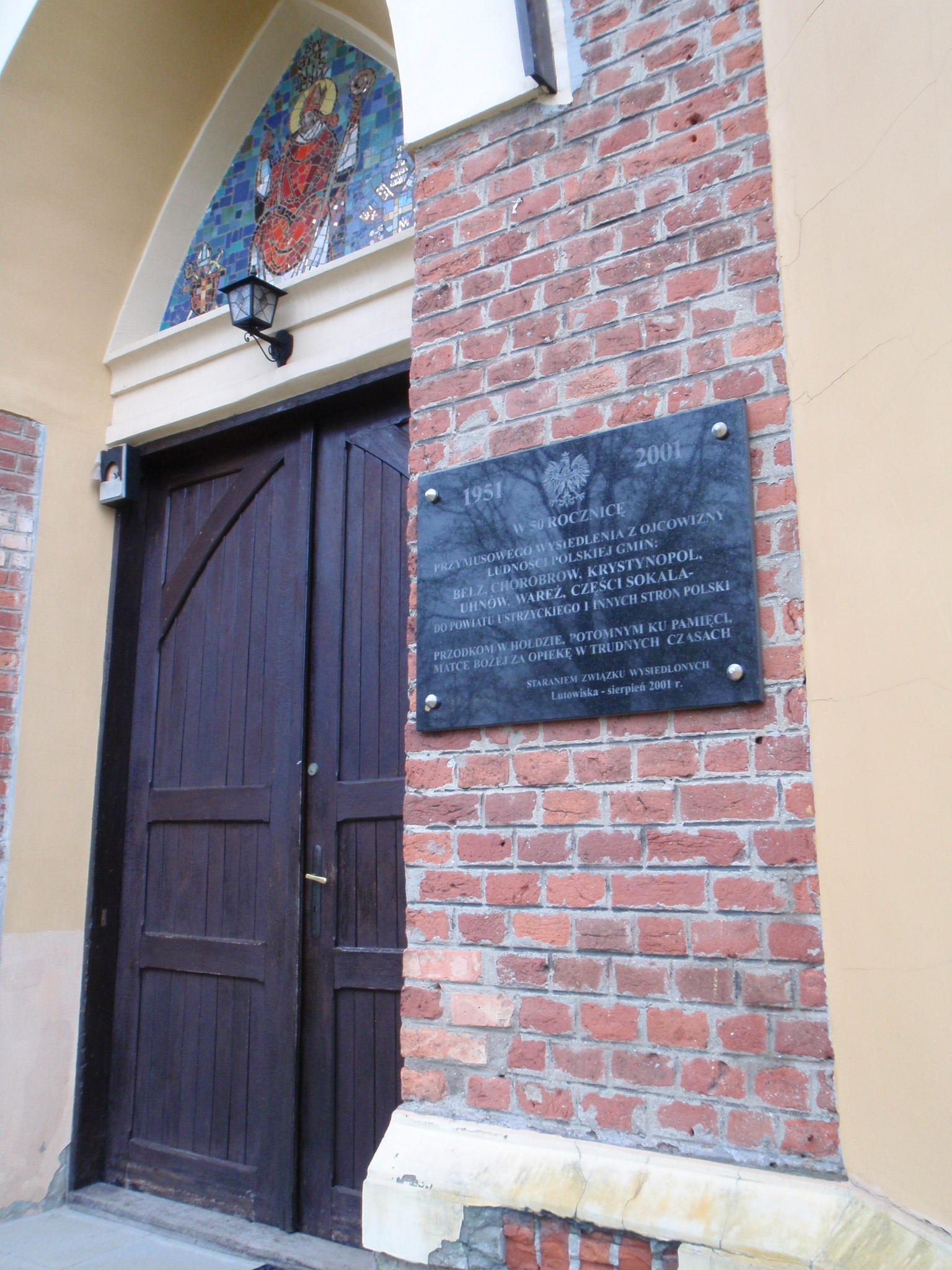
Wejście główne.Na murze tablica upamiętniająca 50 rocznicę przesiedlenia w Bieszczady mieszkańców Sokalszczyzny w ramach Akcji H-T
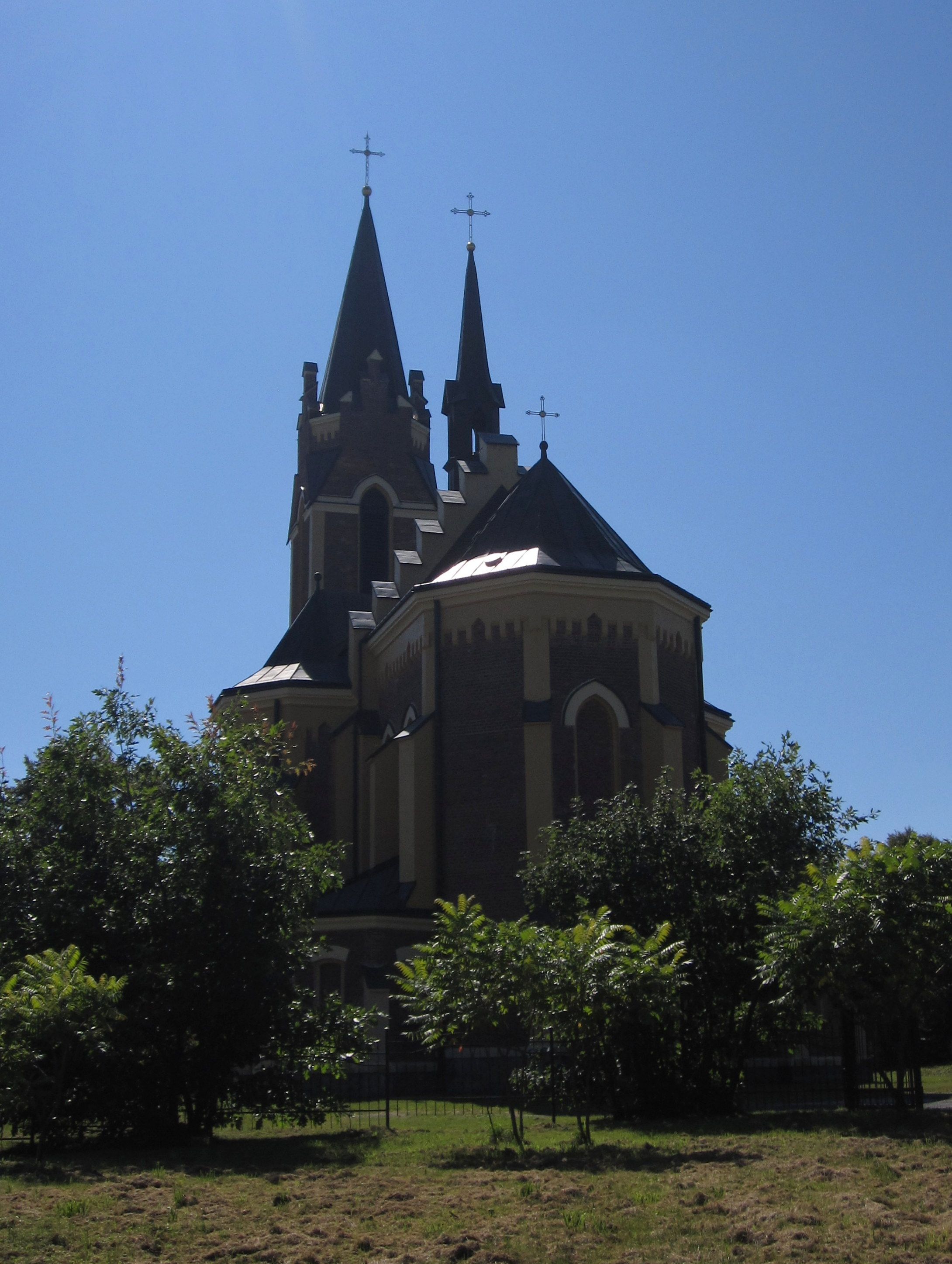
Widok od strony prezbiterium